# Casa Humberto Dulce
A Casa Humberto Dulce é uma edificação eclética tombada, localizada na cidade de Cáceres, no interior do estado do Mato Grosso, no Brasil.

## Arquitetura
A edificação foi construída em 1921, para ser residência de Humberto Dulce. Em estilo eclético, reúne elementos arquitetônicos Art Noveau e Neoclássico, incluindo platibanda cega com elementos decorativos no topo. Acima da porta principal há um adorno floral em estuque. Ao longo de sua trajetória, abrigou diferentes funcionalidades: moradia, comércio, lanchonete, boate, banco. O que fez com que seu interior fosse totalmente modificado, embora fachada tenha sido mantida sem muitas modificações.

## Tombamento
A Casa Humberto Dulce fica localizada dentro da poligonal do Conjunto urbanístico e paisagístico do Centro Histórico de Cáceres, tombado pelo Instituto do Patrimônio Histórico e Artístico Nacional (IPHAN), em 2010.